# آدلن بنوا
آدلن بنوا (انگلیسی: Adelin Benoît; ۱۲ مهٔ ۱۹۰۰ – ۱۸ ژوئن ۱۹۵۴) دوچرخه‌سوار اهل بلژیک بود.